# سیارک ۴۶۵۱
سیارک ۴۶۵۱ (به انگلیسی: 4651 Wongkwancheng، نامگذاری:1957UK1) چهار هزار و ششصد و پنجاه و یکمین سیارک کشف شده‌است که در ۳۱ اکتبر ۱۹۵۷ کشف شد.
قدر مطلق سیارک برابر ۱۲٫۸۰ است.